# Lycaugesia hypozonata
Lycaugesia hypozonata là một loài bướm đêm trong họ Noctuidae.